# Tony Benshoof
Antony Lee „Tony” Benshoof (ur. 7 lipca 1975 w Saint Paul) – amerykański saneczkarz, medalista mistrzostw świata.
W reprezentacji znajduje się od 1994 roku. Pierwszym międzynarodowym sukcesem były medale mistrzostw świata juniorów w 1995: srebrny w dwójkach w parze z Larry Dolanem oraz brązowy w jedynkach. Na igrzyskach olimpijskich zadebiutował w 2002 zajmując siedemnaste miejsce. Cztery lat później był o krok od medalu zajmując czwartą lokatę. Na mistrzostwach świata startuje od 2001 roku. Już w pierwszym starcie wywalczył brązowy medal w drużynie mieszanej. W 2004 i 2005 zdobywał z kolegami z drużyny srebrne medale. W Pucharze Świata występuje od sezonu 1998/1999. Największy sukces odniósł w sezonie 2005/2006 zajmując trzecie miejsce w klasyfikacji generalnej. Na swoim koncie ma 12 miejsc na podium.
16 października 2001 trafił do Księgi rekordów Guinnessa uzyskując na torze w Park City rekord prędkości przejazdu na sankach (139.4 km/h).

## Osiągnięcia

### Igrzyska olimpijskie
| Rok  | Miejsce        | Jedynki |
| ---- | -------------- | ------- |
| 2002 | Salt Lake City | 17.     |
| 2006 | Turyn          | 4.      |
| 2010 | Vancouver      | 8.      |

### Mistrzostwa świata
| Rok  | Miejsce     | Jedynki | Drużyna mieszana |
| ---- | ----------- | ------- | ---------------- |
| 2001 | Calgary     | 13.     | 3.               |
| 2003 | Sigulda     | 12.     |                  |
| 2004 | Nagano      | 9.      | 2.               |
| 2005 | Park City   | 7.      | 2.               |
| 2007 | Innsbruck   | 18.     | 4.               |
| 2008 | Oberhof     | 14.     |                  |
| 2009 | Lake Placid | 18.     |                  |

### Puchar Świata

#### Miejsca w klasyfikacji generalnej
| Sezon     | Miejsce |
| --------- | ------- |
| 1998/1999 | 22.     |
| 2000/2001 | 8.      |
| 2001/2002 | 7.      |
| 2002/2003 | 14.     |
| 2003/2004 | 4.      |
| 2004/2005 | 6.      |
| 2005/2006 | 3.      |
| 2006/2007 | 8.      |
| 2007/2008 | 10.     |
| 2008/2009 | 25.     |
| 2009/2010 | 9.      |

#### Miejsca na podium chronologicznie
| Nr  | Dzień            | Rok  | Miejscowość | 1. Zjazd | Wynik 1. | 2. Zjazd | Wynik 2. | Łączny czas  | Lokata | Strata   | Zwycięzca          | Przypisy |
| --- | ---------------- | ---- | ----------- | -------- | -------- | -------- | -------- | ------------ | ------ | -------- | ------------------ | -------- |
| 1.  | 26 - 27 stycznia | 2002 | Winterberg  | 56.163 s | 2.       | 56.668 s | 3.       | 1:51.831 min | 2.     | +0.765 s | Georg Hackl        | -        |
| 2.  | 23 listopada     | 2003 | Altenberg   | 54.420 s | 1.       | 55.411 s | 14.      | 1:49.651 min | 3.     | +0.204 s | Armin Zöggeler     | -        |
| 3.  | 6 grudnia        | 2003 | Calgary     | 44.921 s | 3.       | 44.955 s | 3.       | 1:29.876 min | 3.     | +0.212 s | David Möller       | -        |
| 4.  | 13 grudnia       | 2003 | Park City   | 46.421 s | 3.       | 46.019 s | 1.       | 1:32.440 min | 3.     | +0.095 s | Reinhold Rainer    | -        |
| 5.  | 3 grudnia        | 2004 | Lake Placid | 53.995 s | 2.       | 54.174 s | 5.       | 1:48.169 min | 2.     | +0.167 s | David Möller       | -        |
| 6.  | 12 grudnia       | 2004 | Calgary     | 45.377 s | 3.       | 44.803 s | 2.       | 1:30.180 min | 2.     | +0.069 s | David Möller       | -        |
| 7.  | 6 listopada      | 2005 | Sigulda     | 50.759 s | 2.       | -        | -        | 50.759 s     | 2.     | +0.076 s | Albiert Diemczenko | [ 1 ]    |
| 8.  | 20 listopada     | 2005 | Cesana      | 52.541 s | 4.       | 52.236 s | 2.       | 1:44.777 min | 3.     | +0.191 s | Armin Zöggeler     | -        |
| 9.  | 26 listopada     | 2005 | Altenberg   | 54.538 s | 2.       | 54.303 s | 2.       | 1:48.841 min | 2.     | +0.015 s | Markus Kleinheinz  | -        |
| 10. | 17 grudnia       | 2005 | Lake Placid | 54.007 s | 2.       | 54.056 s | 2.       | 1:48.063 min | 2.     | +0.629 s | Armin Zöggeler     | -        |
| 11. | 7 stycznia       | 2006 | Königssee   | 48.116 s | 2.       | 48.044 s | 3.       | 1:36.160 min | 2.     | +0.088 s | Armin Zöggeler     | -        |
| 12. | 20 stycznia      | 2007 | Altenberg   | 55.042 s | 3.       | -        | -        | 55.042 s     | 3.     | +0.359 s | Armin Zöggeler     | [ 1 ]    |